# Sativanorte (kommun)
Sativanorte är en kommun i Colombia.   Den ligger i departementet Boyacá, i den centrala delen av landet, 220 km nordost om huvudstaden Bogotá. Antalet invånare är 2 775.